# Rose Leon
Rose Leon, född 1911, död 1999, var en jamaicansk politiker.
Hon var socialminister 1953. 
Hon var sitt lands första kvinnliga minister.  